# Convenio del Consejo de Europa sobre el Acceso a los Documentos Públicos
El Convenio del Consejo de Europa sobre Acceso a los Documentos Públicos, generalmente conocido como el Convenio de Tromsø, se firmó el 18 de junio de 2009 en la ciudad noruega de Tromsø. Entró en vigor el 1 de diciembre de 2020 después de haber sido ratificado por la Rada Suprema de Ucrania el 20 de mayo de 2020. 10 Estados han ratificado la Convención y 8 estados adicionales la han firmado. Además de Ucrania, pasó a ser obligatorio para Suecia, Bosnia y Herzegovina, Estonia, Finlandia, Noruega, Moldavia, Croacia, Montenegro, Hungría y Lituania.
El Convenio de Tromsø es el primer instrumento jurídico internacional vinculante que reconoce un derecho general de acceso a los documentos oficiales en poder de las autoridades públicas. Es un acuerdo multilateral a través del cual se incrementan las oportunidades de los ciudadanos para acceder a la información pública. Establece un derecho de acceso a los documentos públicos. Las limitaciones a este derecho solo están permitidas para proteger ciertos intereses como la seguridad nacional, la defensa o la privacidad.